# 아나 루시아 도밍게스
아나 루시아 도밍게스(Ana Lucía Domínguez, 1983년 12월 2일 ~ )는 콜롬비아의 배우, 모델이다.